# Annendale Falls
Die Annendale Falls sind Wasserfälle auf der Karibikinsel Grenada.

## Geographie
Die Wasserfälle liegen im Parish Saint George. In nächster Nähe gibt es einen zweiten Wasserfall, der bei Regen mehr Wasser führt als der bekanntere Wasserfall.